# Nazcalijnen

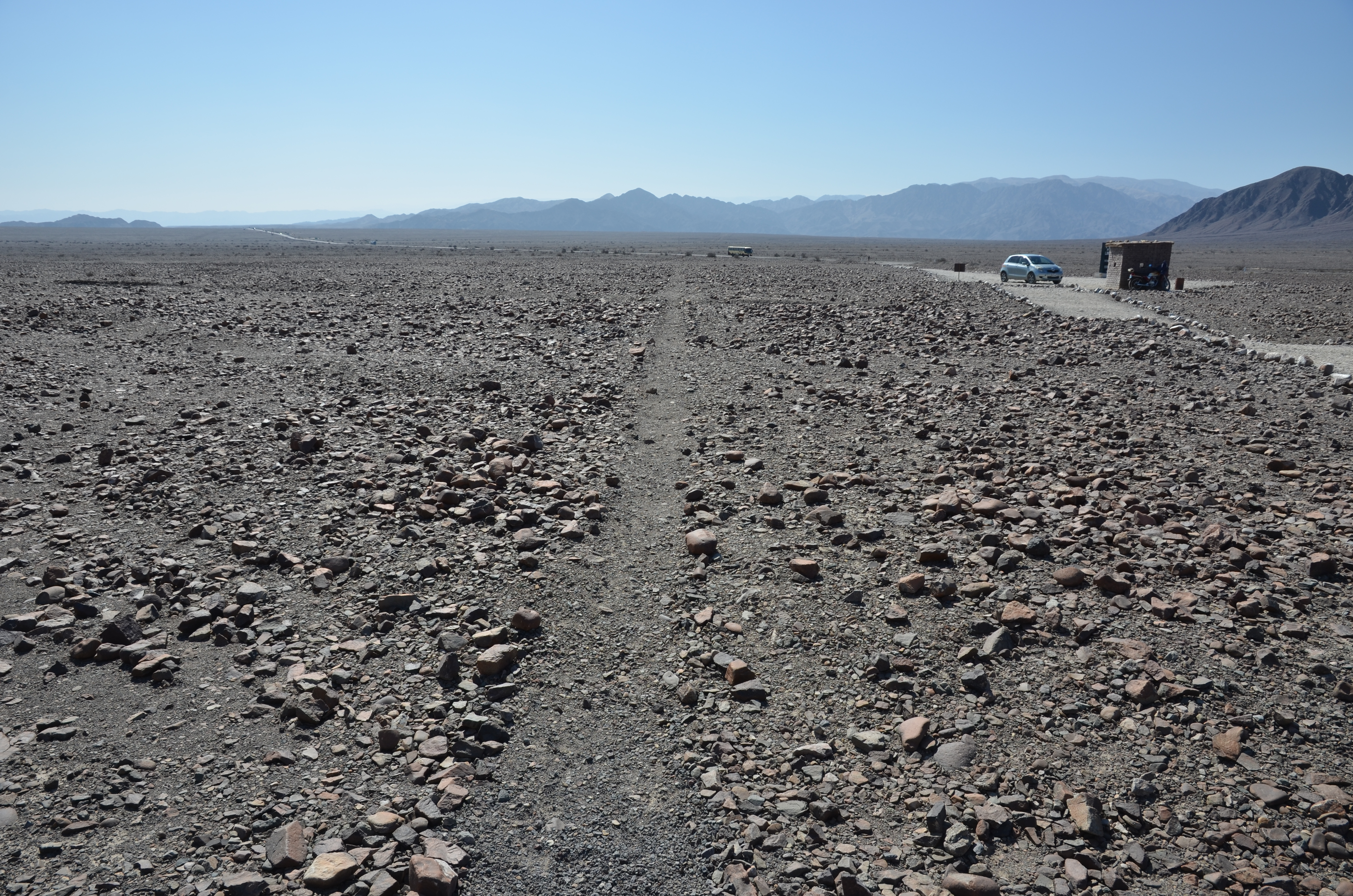
Een lijn gezien vanaf de grond

De lijnen van Nazca, voluit de lijnen en geogliefen van Nazca en Palpa, zijn geogliefen in het zand van de pampa's de Jumana tussen de steden Nazca en Palpa in de provincie Nazca in Peru. De tientallen figuren van dieren, honderden geometrische vormen en duizenden lijnen en lijnenspellen zijn in het woestijnzand van de hoogvlakte van Peru lang bewaard gebleven. De hoogvlakte is een van de droogste gebieden op aarde met een gemiddelde jaartemperatuur van 25 graden Celsius. Het waait zelden en er valt vrijwel geen regen, zodat de lijnen duizenden jaren bewaard bleven.

## Ouderdom
De lijnen zijn vermoedelijk tussen 200 voor en 900 na Chr. vervaardigd door de Nazca- en Paraca-indianen. Het gebied werd daarvoor al zo'n 10.000 jaar bevolkt door mensen, die een verscheidenheid aan culturen hebben ontwikkeld in het zuiden van Peru.
In 1994 heeft de UNESCO de lijnen toegevoegd aan de officiële Werelderfgoed-lijst.

## Geschiedenis
De eerste vermelding in de literatuur van de figuren, dateert uit 1547 toen ontdekkingsreiziger Cieza van Leon het gebied bezocht.
In de jaren 30 van de 20e eeuw kwamen wiskundigen Maria Reiche en Paul Kosok met de hypothese van een astronomische betekenis van de lijnen en figuren.
Verder veldonderzoek werd uitgevoerd door de archeologen Reindel en Isla, die meer dan 650 opgravingen deden en een verklaring voor de lijnen formuleerden tijdens hun werkzaamheden bij het ontrafelen van de cultuurhistorie van de volkeren van de regio.
Het team ontdekte dat in en rond de gegraven lijnen kleine kuilen gegraven waren, waar landbouwproducten en dieren in begraven waren. Ze concludeerden dat het een soort rituele kanalen waren, die de zeer weinige regenval zouden moeten vervoeren. Daarbij moet bedacht worden dat er per eeuw slechts een aantal millimeters aan neerslag valt. Ze gaven echter niet aan waarom de makers zo enorm veel energie en tijd in deze "afvoerkanalen" hebben gestoken. Ook is er geen verklaring gegeven voor het feit dat de afvoerkanalen geen duidelijk eindpunt hadden waar het water heen zou moeten stromen. Kortom, hun hypothese is nogal omstreden.
Van dichtbij gezien lijken de lijnen op paden of wegen met een bodem die hard is gemaakt door de stenen die op het zand liggen, in het zand te drukken. Een veel genoemde andere mogelijk is: Door de geologische eigenschappen van de pampa was het niet moeilijk goed zichtbare voren te maken. Het oppervlak bestaat uit een laag donkerroze grind, waarbij de kleur wordt veroorzaakt door oxidatie, met direct daaronder een laag helder geel zand. De bovenste laag werd door de Nazca's weggehaald, waarbij ze gebruik maakten van stokken om het verloop van de lijnen aan te geven. Vermoedelijk hadden ze ook schaalmodellen op basis waarvan ze de lijnen moesten trekken. De weggehaalde stenen werden opgestapeld in kleine stapeltjes die nog steeds bewaard zijn gebleven. Het gebruik van deze methode is door verschillende archeologische expedities bevestigd.
In de provincias Palpa en Nasca werden lijnen en geogliefen blootgelegd waarvan de breedte varieerde van 30 cm tot 100 m. De donkerroze kleur van de kiezels licht op bij schemering en op dat moment waren de lijnen goed te zien. Ook werd een halve cirkel van heuveltjes gevonden die van veraf gezien een gigantisch amfitheater vormden.

## Figuren
De tekeningen bestaan uit geometrische figuren, meanders, voorstellingen van dieren, doolhoven en andere vormen. Het duidelijkst en beroemdst zijn de dierentekeningen: vogels van 25 tot 275 m lengte (kolibries, condors, een pelikaan, meeuw, papegaai en anderen), een aap, een spin, een slak, een hagedis, een leguaan, een slang, een hond met een lange staart en poten, twee lama's en zelfs een orka. De hagedis werd doorsneden tijdens de aanleg van de snelweg Panamericana Sur. Door veel van de tekeningen zijn spiralen en andere (rechte) lijnen getekend.
Bijna alle tekeningen zijn op de vlakke meseta gemaakt, slechts enkele bevinden zich op de hellingen van de heuvels rondom de vlakte. Die figuren representeren bijna alleen mannen. Sommige zijn omringd door drie of vier verticale lijnen die de waaier van een ceremonieel gewaad zouden kunnen representeren. Historische volkeren in Peru droegen gewaden van goud en veren. De op de heuvels gemaakte tekeningen zijn niet zo duidelijk als die van de vlakte, wellicht doordat de stenen die van de heuvels afrolden de details hebben uitgewist.
Anno 2011 waren er meer dan dertig van de geogliefen ontdekt op de pampa's en hoewel ze kleiner zijn in omvang dan de geometrische vormen die bestaan uit duizenden lijnen en driehoeken, zijn ze spectaculair goed bewaard gebleven.
In 2022-2023 werden 303 extra figuren gecatalogiseerd op basis van een eerste analyse van lucht foto’s met behulp van artificiële intelligentie.

## Afmetingen
Duizenden lijnen bestrijken een gebied van 520 km2 maar sommige strekken zich uit tot een gebied van 800 km2. De lijnen variëren in lengte tussen 102 meter en 11,2 km. De diepte van de lijnen is nergens groter dan 30 cm en sommige zijn zelfs slechts krassen, maar als de zon achter de heuvels zakt, wordt het reliëf in het schemerdonker vanzelf duidelijker.

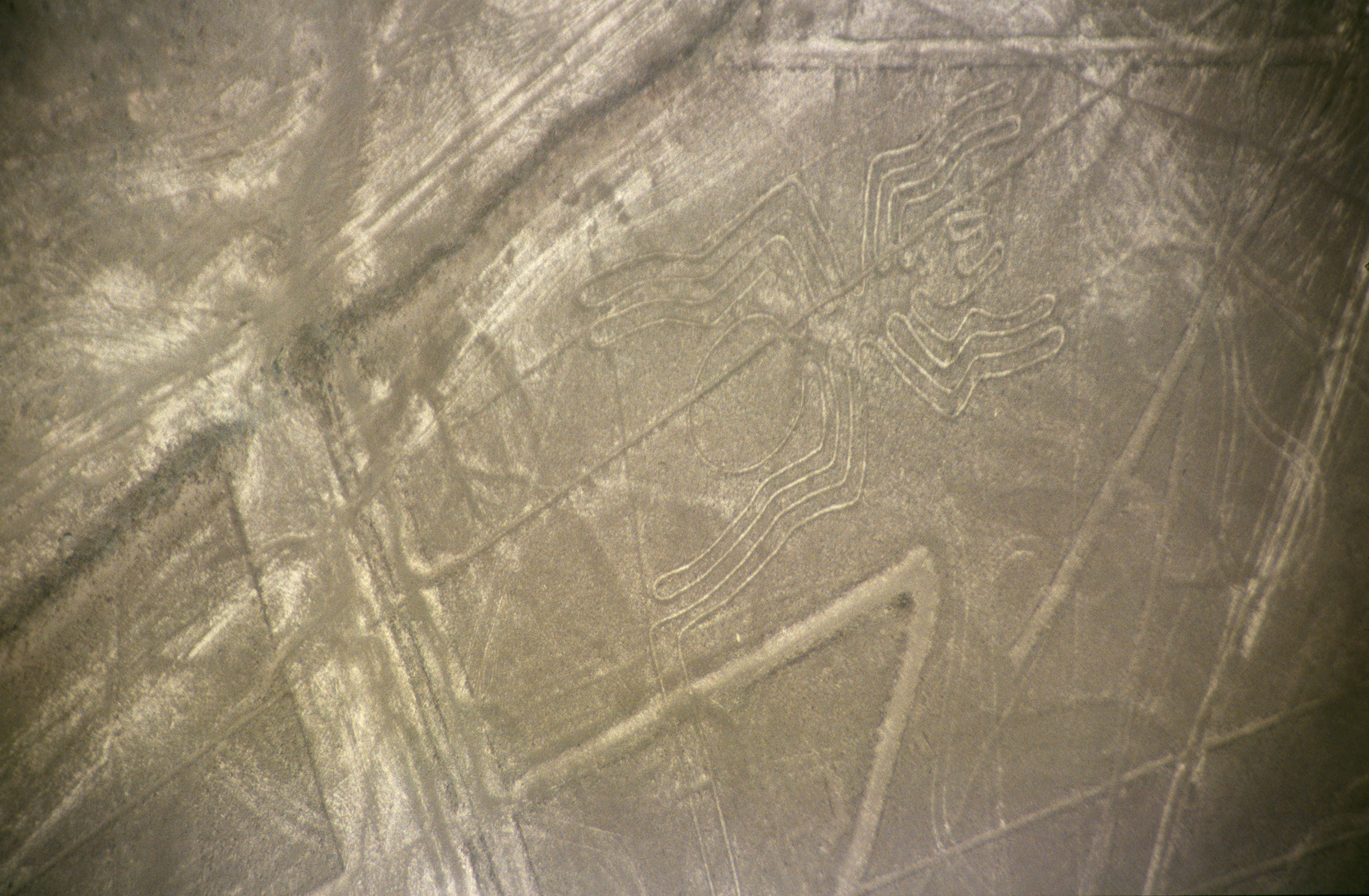
Een tekening van een spin

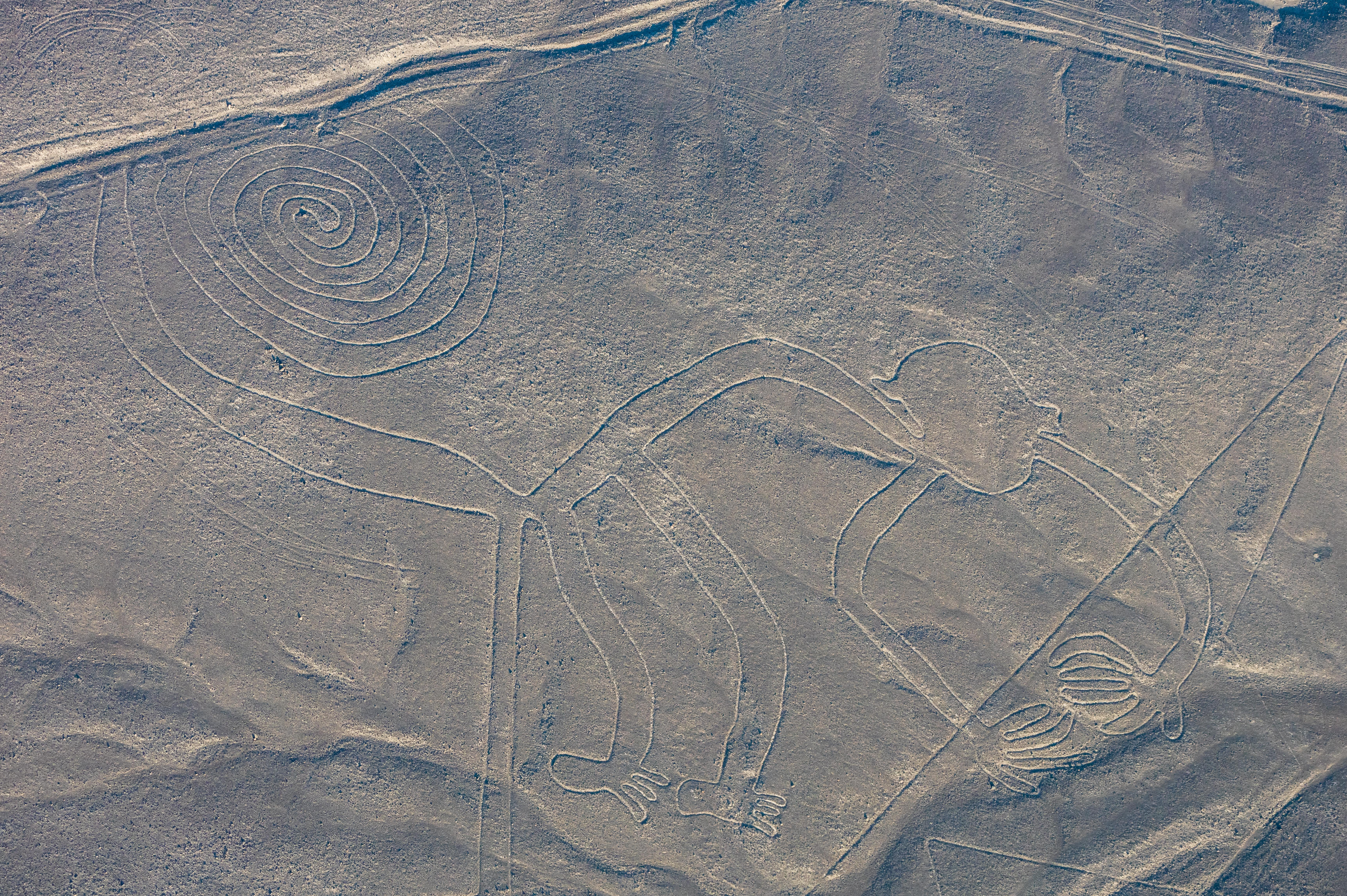
De aap

## Vanuit de lucht
Staande op het aardoppervlak lijken de lijnen verdwenen, maar zodra eroverheen gevlogen wordt, zijn de omvang en schoonheid van de lijnen pas duidelijk te zien. Dit toont aan dat de Peruanen destijds over geometrische kennis beschikten. Sommigen menen dat de lijnen bedoeld zijn als religieuze uitingen: de verschillende figuren zouden een symbolisch pad naar de goden kunnen zijn; de Nazcasjamanen zouden door het gebruik van hallucinogene stoffen een spirituele vlucht kunnen maken.
Definitief bewijs voor hoe en met welk doel de figuren gemaakt zijn is echter nooit gevonden. De leef- en werkomstandigheden in het gebied waren zodanig moeilijk dat het volstaan met de simpele conclusie dat ze zomaar gemaakt zijn, of om regenwater af te voeren volstrekt onbevredigend is.
De coördinaten van enkele figuren zijn:
- Spiraal: 14° 41′ 18″ ZB, 75° 7′ 22″ WL
- Kolibrie: 14° 41′ 32″ ZB, 75° 8′ 57″ WL
- Papegaai: 14° 41′ 22″ ZB, 75° 6′ 26″ WL
- Condor: 14° 41′ 51″ ZB, 75° 7′ 35″ WL
- Spin: 14° 41′ 39″ ZB, 75° 7′ 21″ WL
- Boom: 14° 41′ 38″ ZB, 75° 6′ 53″ WL
- Handen: 14° 41′ 40″ ZB, 75° 6′ 51″ WL
- Pelikaan: 14° 41′ 22″ ZB, 75° 6′ 27″ WL